# Jocs Mundials Militars de 2011

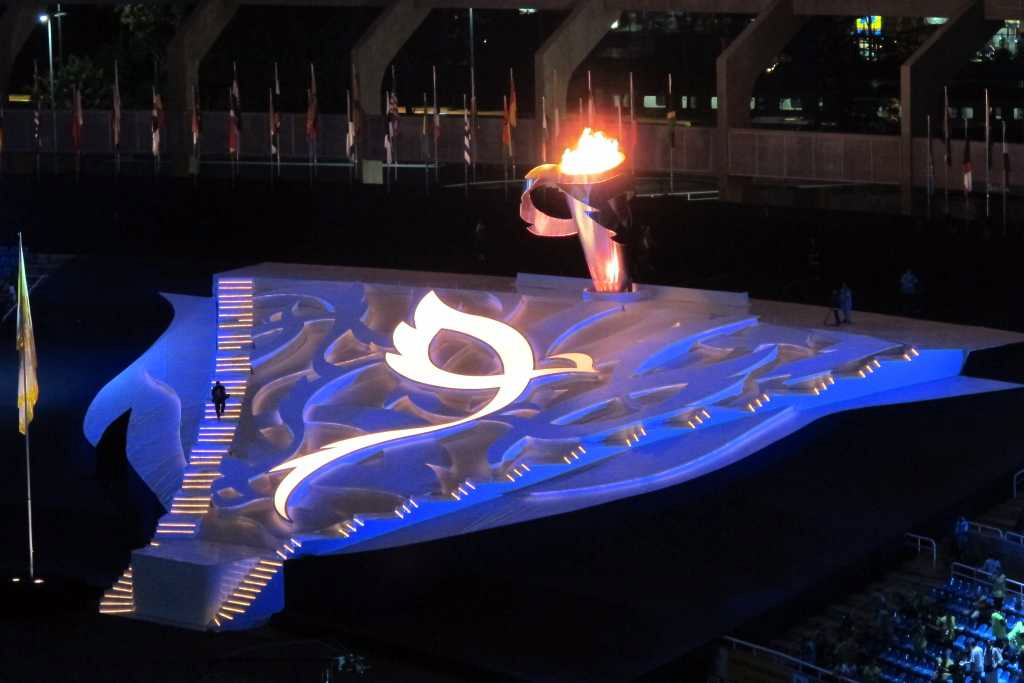
Cerimònia d'obertura dels Jocs Mundials Militars de 2011.

Els Jocs Mundials Militars de 2011, oficialment coneguts com els V Jocs Mundials Militars del CISM, van ser organitzats entre el 15 i el 24 de juliol de 2011 a Rio de Janeiro, Brasil. Els V Jocs Mundials Militars van ser l'esdeveniment esportiu militar més gran alguna vegada celebrat al Brasil, amb prop de 4.900 atletes de 108 països competint en 20 esports. Els jocs van ser organitzats per la Comissió d'Esports Militar del Brasil (CDMB) i els comandaments militars (exèrcit, armada i força aèria), de conformitat amb les normes del Consell Internacional de l'Esport Militar (CISM) i les regles de les federacions esportives internacionals.

## Esports
Van ser 20 els esports en programa, dividits en 36 disciplines.
- Atletisme i Marató
- Bàsquet
- Boxa
- Esgrima
- Futbol
- Equitació
- Judo
- Natació
- Orientació
- Paracaigudisme
- Pentatló aeronàutic
- Pentatló militar
- Pentatló modern
- Pentatló naval
- Taekwondo
- Triatló
- Tir
- Vela
- Voleibol
- Voleibol platja

## Calendari
| ● | Cerimònia d'obertura | ● | Competicions | ● | Finals | ● | Cerimònia de cloenda |

| Juliol                                          | 15 | 16 | 17 | 18 | 19 | 20 | 21 | 22 | 23   | 24 |
| ----------------------------------------------- | -- | -- | -- | -- | -- | -- | -- | -- | ---- | -- |
| Cerimònies                                      |    | ●  |    |    |    |    |    |    |      | ●  |
| Atletisme i Marató                              |    |    | F  |    | C  | C  | C  | C  | C    |    |
| Boxa                                            |    |    |    | C  | C  | C  | C  | SF | F    |    |
| Bàsquet                                         |    |    | C  | C  | C  | C  | C  | C  | SF   | F  |
| Esgrima                                         |    |    |    | C  | C  | C  | C  | C  | C    |    |
| Futbol                                          | C  | C  | C  | C  | C  | SF | SF | F  | F    |    |
| Equitació                                       |    |    |    |    | C  |    | C  | C  | c    | F  |
| Judo                                            |    |    |    | C  | C  |    | C  | C  | C    |    |
| Natació                                         |    |    | C  | C  | C  | C  | C  |    |      |    |
| Orientació                                      |    |    |    | C  | C  | C  |    | C  |      |    |
| Paracaigudisme                                  |    |    | C  | C  | C  | C  | C  | C  | C    |    |
| Pentatló aeronàutic                             |    |    | C  | C  | C  | C  | C  |    |      |    |
| Pentatló militar                                |    |    | C  | C  | C  | C  | C  |    | C    |    |
| Pentatló modern                                 |    |    |    |    |    | C  | C  | C  | C    |    |
| Pentatló naval                                  |    |    |    | C  | C  | C  | C  |    |      |    |
| Taekwondo                                       |    |    |    | C  | C  | C  | C  |    |      |    |
| Triatló                                         |    |    |    |    |    |    |    |    |      | F  |
| Tir                                             |    |    |    |    | C  | C  | C  | C  | C    |    |
| Vela                                            |    |    |    | C  | C  | C  | C  | C  |      |    |
| Voleibol                                        |    |    | C  | C  | C  | C  | C  | SF | SF/F | F  |
| Voleibol platja                                 |    |    | C  | C  | C  | C  | C  | C  | SF   | F  |
| C = Competicions - SF = Semifinals - F = Finals |    |    |    |    |    |    |    |    |      |    |

## Països participants
- Afganistan
- Albània
- Alemanya
- Angola
- Aràbia Saudita
- Algèria
- Argentina
- Àustria
- Azerbaidjan
- Bangladesh
- Barbados
- Bahrain
- Bèlgica
- Benín
- Belarús
- Bòsnia i Hercegovina
- Botswana
- Brasil
- Bulgària
- Burkina Faso
- Burundi
- Cap Verd
- Camerun
- Canadà
- Qatar
- Txad
- Xile
- Xina
- Xipre
- Colòmbia
- Corea del Nord
- Corea del Sud
- Costa d'Ivori
- Croàcia
- Dinamarca
- Equador
- Egipte
- Emirats Àrabs Units
- Eritrea
- Eslovàquia
- Eslovènia
- Espanya
- Estats Units
- Estònia
- Finlàndia
- França
- Gabon
- Gàmbia
- Grècia
- Guinea
- Guinea Bissau
- Hongria
- Indonèsia
- Iran
- Irlanda
- Itàlia
- Jamaica
- Jordània
- Kazakhstan
- Kenya
- Kuwait
- Lesotho
- Letònia
- Líban
- Lituània
- Luxemburg
- Mali
- Malta
- Marroc
- Mauritània
- Montenegro
- Níger
- Nigèria
- Noruega
- Oman
- Països Baixos
- Pakistan
- Paraguai
- Perú
- Polònia
- Portugal
- República Txeca
- Macedònia
- República del Congo
- República Dominicana
- Senegal
- Síria
- Sri Lanka
- Sud-àfrica
- Suècia
- Suïssa
- Surinam
- Tanzània
- Togo
- Trinitat i Tobago
- Tunísia
- Turquia
- Ucraïna
- Uganda
- Uruguai
- Uzbekistan
- Veneçuela
- Vietnam
- Iemen
- Zàmbia
- Zimbabwe

## Medaller
A continuació, s'enumeren les nacions pel nombre de medalles d'or. Es destaca el país amfitrió, el Brasil.
      País amfitrió (Brasil)
| Posició | País                 | Or  | Plata | Bronze | Total |
| 1       | Brasil               | 45  | 33    | 36     | 114   |
| 2       | R.P. de la Xina      | 37  | 28    | 34     | 99    |
| 3       | Itàlia               | 14  | 13    | 24     | 51    |
| 4       | Polònia              | 13  | 19    | 11     | 43    |
| 5       | França               | 11  | 3     | 3      | 17    |
| 6       | Corea del Sud        | 8   | 6     | 8      | 22    |
| 7       | Corea del Nord       | 7   | 2     | 3      | 12    |
| 8       | Kenya                | 6   | 5     | 5      | 16    |
| 9       | Alemanya             | 5   | 19    | 11     | 35    |
| 10      | Ucraïna              | 5   | 4     | 9      | 18    |
| 11      | Iran                 | 5   | 3     | 4      | 12    |
| 12      | Noruega              | 4   | 5     | 2      | 11    |
| 13      | Qatar                | 3   | 1     | 2      | 6     |
| 14      | Xile                 | 2   | 4     | 2      | 8     |
| 15      | Àustria              | 2   | 2     | 2      | 6     |
| 16      | Lituània             | 2   | 1     | 2      | 5     |
| 17      | Belarús              | 2   | 0     | 4      | 6     |
| 18      | Letònia              | 2   | 0     | 2      | 4     |
| 19      | Suècia               | 2   | 0     | 0      | 2     |
| 20      | Marroc               | 1   | 7     | 1      | 9     |
| 21      | Turquia              | 1   | 5     | 4      | 10    |
| 22      | Kazakhstan           | 1   | 3     | 6      | 10    |
| 22      | Veneçuela            | 1   | 3     | 6      | 10    |
| 24      | Suïssa               | 1   | 3     | 5      | 9     |
| 25      | Eslovènia            | 1   | 2     | 6      | 9     |
| 26      | Bahrain              | 1   | 2     | 4      | 7     |
| 26      | Finlàndia            | 1   | 2     | 4      | 7     |
| 28      | Algèria              | 1   | 2     | 3      | 6     |
| 29      | Estònia              | 1   | 2     | 2      | 5     |
| 30      | Estats Units         | 1   | 1     | 3      | 5     |
| 31      | Països Baixos        | 1   | 1     | 2      | 4     |
| 32      | Síria                | 1   | 1     | 0      | 2     |
| 33      | Bèlgica              | 1   | 0     | 2      | 3     |
| 33      | Romania              | 1   | 0     | 2      | 3     |
| 35      | Canadà               | 1   | 0     | 1      | 2     |
| 35      | Uganda               | 1   | 0     | 1      | 2     |
| 37      | Croàcia              | 1   | 0     | 0      | 1     |
| 37      | Dinamarca            | 1   | 0     | 0      | 1     |
| 37      | Equador              | 1   | 0     | 0      | 1     |
| 40      | Grècia               | 0   | 5     | 3      | 8     |
| 41      | Tunísia              | 0   | 3     | 1      | 4     |
| 42      | República Dominicana | 0   | 1     | 2      | 3     |
| 43      | Jordània             | 0   | 1     | 1      | 2     |
| 44      | Egipte               | 0   | 1     | 0      | 1     |
| 44      | Hongria              | 0   | 1     | 0      | 1     |
| 46      | Índia                | 0   | 0     | 3      | 3     |
| 47      | Camerun              | 0   | 0     | 2      | 2     |
| 47      | Namíbia              | 0   | 0     | 2      | 2     |
| 47      | Sri Lanka            | 0   | 0     | 2      | 2     |
| 47      | Uruguai              | 0   | 0     | 2      | 2     |
| 51      | Argentina            | 0   | 0     | 1      | 1     |
| 51      | Pakistan             | 0   | 0     | 1      | 1     |
| 51      | Surinam              | 0   | 0     | 1      | 1     |
| 51      | Eslovàquia           | 0   | 0     | 1      | 1     |
| Total   | Total                | 195 | 194   | 239    | 628   |